# 다빌렉스 게임즈
다빌렉스 게임즈(Davilex Games B.V.)는 네덜란드의 위트레흐트주 하우턴에서 위치했던 비디오 게임 제작·유통사였다. 1986년에 네덜란드의 소프트웨어 회사인 다빌렉스의 게임 회사로 설립되었으며, 레이서 시리즈로 가장 잘 알려져 있다.
1998년 1월부터 9월까지 아우토반 레이서의 독일 시장 판매량은 103,000대로 이 기간 동안 이 지역에서 6번째로 많이 팔린 컴퓨터 게임이 되었다.
1999년 2월, 아우토반 레이서의 PC 버전은 독일, 오스트리아, 스위스에서 최소 10만대 이상의 판매량을 나타냄으로써 독일 엔터테인먼트 소프트웨어 협회(VUD)로부터 금상을 받았다.
또한 2000년대 초반에 발매된 런던 레이서와 런던 레이서 II는 영국에서 60만 장 이상이 팔리기도 했다.
2005년에 다빌렉스가 게임 사업을 철수하면서 해체되었는데, 이는 게임 수익이 충분하지 않았고 이 회사에서 제작한 게임이 일반적으로 좋은 평가를 받지 못했기 때문이다.
대한민국에서는 미국 드라마를 바탕으로 한 카 체이스 게임인 전격 Z 작전만 발매되었으며, 이 회사에 대한 인지도가 거의 없다.

## 게임

### 레이서 시리즈
- Autobahn Raser
- A2 Racer
- Europe Racer
- USA Racer
- Holiday Racer
- London Racer
- Grachten Racer

### 기타 게임
- AmsterDoom (Amsterdam Monster Madness)
- 전격 Z 작전: 더 게임
- 전격 Z 작전: 더 게임 2
- 카지노 타이쿤
- SAS Anti-terror Force
- GIGN Anti-terror Force
- Invasion Deutschland
- Red Baron
- 마이애미의 두 형사
- Police Chase
- Amsterdam Taxi Madness
- 112 Reddingshelikopter (112 Rescue helicopter)
- RedCat series
- Beach King Stunt Racer
- K 2000: The Game
- Inspecteur Banaan en de ontvoering van Mabella (Inspector Banana and the kidnapping of Mabella)